# Michael Wayne
Michael Anthony Morrison (Los Angeles, 23 novembre 1934 – Burbank, 2 aprile 2003) è stato un produttore cinematografico e attore statunitense.
Era il primogenito dell'attore di Hollywood John Wayne, e della sua prima moglie Josephine Alicia Sáenz, figlia del console cubano José Santos Sáenz.

## Biografia
Nato a Los Angeles, California, Michael si laureò nel 1956 in economia presso la Loyola Marymount University in California, per poi prestare servizio nella US Air Force Reserve. Iniziò la sua carriera cinematografica come assistente di produzione sul set del film Un uomo tranquillo (1952) di John Ford. Fu anche fondatore e presidente del consiglio del John Wayne Cancer Institute al Saint John's Health Center.
Michael e sua moglie Gretchen ebbero cinque figli: Christopher, Alicia, Josephine, Maria e Teresa. Morì all'età di 68 anni per un'insufficienza cardiaca a seguito di complicazioni da lupus eritematoso, due mesi prima della morte di sua madre.

## Filmografia

### Attore
- Un uomo tranquillo (1952)
- Il conquistatore (1956)
- La battaglia di Alamo (1960)

### Produttore esecutivo
- McLintock! (1963)
- Chisum (1970)
- È una sporca faccenda, tenente Parker! (1974)
- Ispettore Brannigan, la morte segue la tua ombra (1975)

### Co-Produttore
- Combattenti della notte (1966)

### Produttore
- Berretti verdi (1968)
- Il grande Jake (1971)
- Quel maledetto colpo al Rio Grande Express (1973)
- La stella di latta (1973)

## Doppiatori italiani
- Cesare Barbetti in La battaglia di Alamo